# Zdeněk Lojda
Zdeněk Lojda (* 7. Dezember 1927 in Třebíč; † 24. April 2004) war ein tschechoslowakischer Pathologe und Histologe. Er war Direktor des Instituts für Histologie und Embryologie der Karls-Universität Prag und Vizerektor der Universität.

## Leben
Er wuchs als Sohn eines Gymnasialprofessors in Mährisch Budwitz auf und studierte 1946 bis 1952 Medizin in Prag. Dort wandte er sich unter dem Einfluss von Zdenek Frankenberger der Histologie zu und war bis 1961 Assistenzprofessor am Institut für Embryologie. 1962 wechselte er an das Labor für Angiologie und wandte sich der Pathologie zu, in der er habilitierte und 1975 Professor wurde. Ab 1978 war er Leiter des Labors für Histochemie. 1990 wurden das Institut für Histologie und das für Embryologie unter seiner Leitung wieder vereinigt (sie hatten sich 1939 getrennt).
1975 wurde er Mitglied der Leopoldina. Er war unter anderem Ehrendoktor der Universität Halle-Wittenberg. 1970 und 1982 erhielt er den Klement-Gottwald Staatspreis. 1987 erhielt er die Schleiden-Medaille. Er war korrespondierendes Mitglied der Tschechoslowakischen Akademie der Wissenschaften.